# Pastor lleonès
El pastor lleonès és una raça de gos pastor, autòcton de la província de Lleó (Espanya) i les seves poblacions limítrofes.

## Aparença
Animal de grandària mitjana amb una alçada a la creu entre 48 i 55 cm en mascles i 45 i 52 cm en femelles. És un gos àgil i lleuger per a poder arrencar després del ramat evitant la seva dispersió, o per poder córrer a per l'ovella que se separa del grup. Quant a la capa bàsica o coloració del pèl, hi ha animals amb pèl negre a tot el cos i altres que, a més, presenten taques de color comú (vermellós) en les extremitats, la cara i a sobre de les celles. En alguns individus, el color negre del pèl s'aclareix per dissolució del pigment donant lloc a un mosaic irregular de taques de color gris blavós més o menys clar i fins i tot taques blanques, per tot el cos de l'animal.

## Caràcter
La raó de ser dels gossos de carea és la del maneig i guia de ramats. Els pastors lleonesos són gossos molt aferrats a l'amo, sempre atents a les seves ordres i que se sotmeten bé a la disciplina.